# Cleome gordjaginii
Cleome gordjaginii är en paradisblomsterväxtart som beskrevs av Popow. Cleome gordjaginii ingår i släktet paradisblomstersläktet, och familjen paradisblomsterväxter. Inga underarter finns listade i Catalogue of Life.